# Nicht en tule

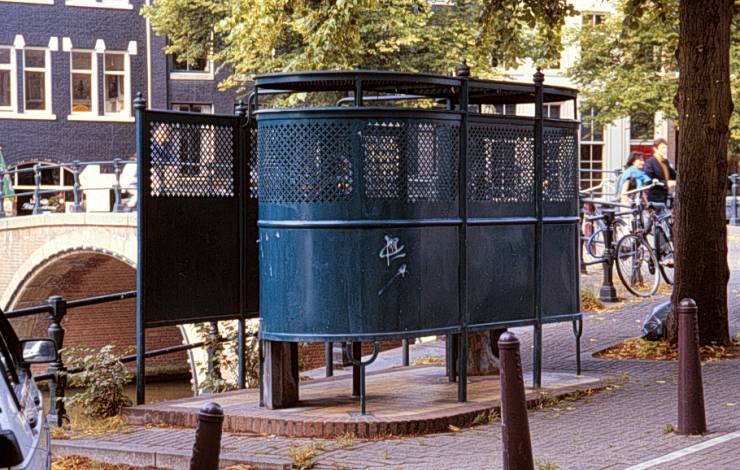
Openbare urinoirs zoals deze plaskrul in Amsterdam waren vroeger bij uitstek plaatsen waar nichten en tule elkaar konden ontmoeten.

Nicht en tule is een begrippenpaar dat in de homocultuur gebruikt werd voor homomannen die een vrouwenrol speelden om seks te kunnen hebben met stoere heteroseksuele jongemannen. Dit fenomeen kwam met name in de periode vóór de Tweede Wereldoorlog voor en de termen nicht en tule werden tussen ca. 1930 en 1960 gebruikt. Het equivalent voor lesbische vrouwen is butch en femme.

## Terminologie
De term 'nicht' is een vrij algemeen en nog heden ten dage gebruikt woord voor een vrouwelijk overkomende, "verwijfde" man. Waar het woord 'tule' vandaan komt is daarentegen niet bekend. Een ironische associatie met de stof tule zou kunnen zijn dat de betreffende heterojongens als bruidjes van de homo's fungeerden of dat het slaat op de schoonheid van deze hetero's.
Bij de nicht en tule-relatie speelde de homoseksuele man, de nicht, de vrouwelijke rol en de heteroseksuele man zijn eigen mannelijke rol. Door zich vrouwelijk en passief te gedragen deed de homo afstand van zijn mannelijke eer en waardigheid, zodat die van de heteroman niet werd aangetast: hij kon immers de actieve rol blijven spelen.

## Praktijk

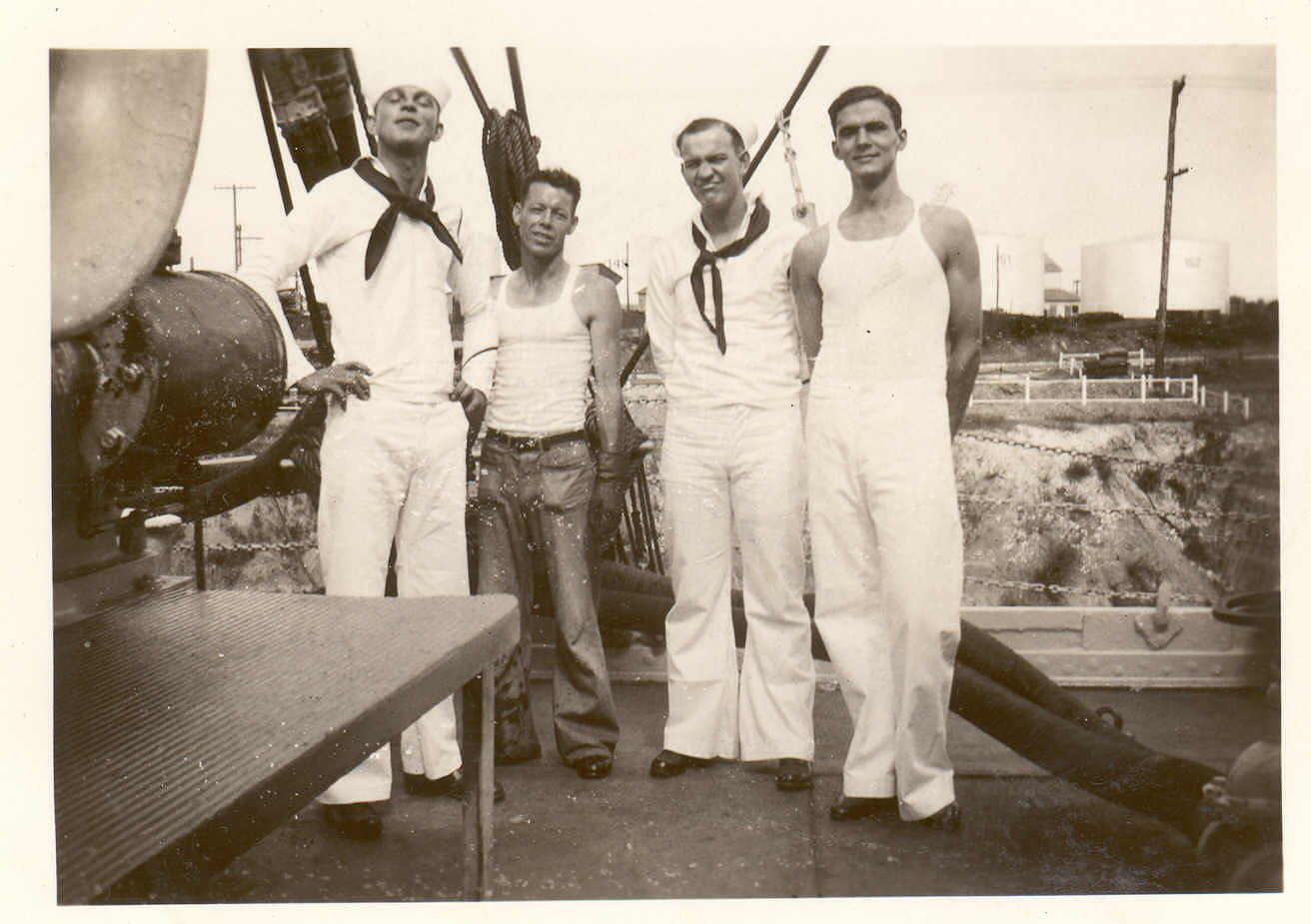
Amerikaanse matrozen die voor homo's aantrekkelijk konden zijn als tule (foto uit 1934).

De nicht en tule-relatie was vooral een pose die homo's aannamen om seksuele handelingen te kunnen plegen met heterojongens, die in de vooroorlogse periode makkelijker beschikbaar waren dan andere homomannen. Het was voor homo's vaak erg moeilijk om andere mannen te ontvangen of met elkaar in contact te komen, terwijl in gegoede vriendenkringen of in de zeer schaarse homobars uit die tijd men elkaar meer voor gezelligheid dan voor seks opzocht. 
Tegelijkertijd was voor ongetrouwde heterojongens seks voor het huwelijk niet geoorloofd en waren prostituees doorgaans te duur. Uit lust en/of om wat geld te verdienen waren zij dan soms wel bereid om seksuele diensten te verlenen. Homo's konden zulk tule bijvoorbeeld oppikken bij openbare urinoirs of in enkele gemengde kroegen waar naast homoseksuele mannen en vrouwen ook hoeren en heteroseksuele matrozen kwamen, zoals café 't Mandje aan de Amsterdamse Zeedijk.
Als tule golden vooral (aantrekkelijke) volkse heterojongens, zoals matrozen, soldaten, arbeiders e.d. Vaak betaalden homo's voor seks met tule, maar dat hoefde niet altijd het geval te zijn. Het verschil met mannelijke prostitués of hoerenjongens was dat die laatsten beroepsmatig actief op zoek waren naar seks, terwijl bij tule de seks plaatsvond wanneer zich toevallig een gelegenheid daartoe voordeed.

## Ontwikkeling

### Ontstaan
Wanneer het fenomeen van nicht en tule is ontstaan, is bij gebrek aan goede bronnen niet precies vast te stellen. Wel blijkt uit gerechtelijke stukken dat er in de 19e eeuw in mannengemeenschappen zoals het leger, de marine en gevangenissen, dominante mannen waren die seksegenoten tot seksuele handelingen dwongen. 
Slechts een kleine groep mannen gaf de voorkeur aan de passieve, vrouwelijke rol en mogelijk dat zij zich rond het einde van de 19e eeuw gingen identificeren met homoseksualiteit, dat men toentertijd zag als een "vrouwelijke ziel in een mannelijk lichaam" (de zogeheten "seksuele inversie"). Dit maakte homoseksualiteit nauw verbonden met vrouwelijk gedrag.

### Verdwijning
Vanaf het begin van de jaren zestig van de 20e eeuw verdween de verhouding van nicht en tule snel. Door de seksuele revolutie en het beschikbaar komen van voorbehoedsmiddelen konden ongetrouwde heteromannen makkelijker seks met vrouwen krijgen en waren zodoende niet meer aangewezen op gewillige homo's. 
Tegelijkertijd kregen homoseksuele mannen door de homo-emancipatie steeds meer mogelijkheden om met elkaar in contact te komen en hoefden zij niet meer noodgedwongen in een vrouwelijke pose seks met tule te zoeken. In het snel toenemende aantal homobars (al dan niet met darkroom) en homosauna's konden zij voortaan als mannen onder elkaar seks hebben. Dit werd bovendien vergemakkelijkt doordat ook minder welgestelde homo's de beschikking kregen over een eigen woning.

### Nieuw ideaalbeeld
Deze ontwikkeling ging samen op met een nieuw mannelijk ideaalbeeld van stoere gespierde mannen gekleed in jeans en/of leer, wat na de Tweede Wereldoorlog uit de Verenigde Staten kwam overwaaien en uiteindelijk in de jaren zeventig de heersende norm voor homomannen werd. De verfijnde en vrouwelijke nichterigheid van Franse origine was niet meer in en was voortaan alleen nog voorbehouden aan travestieten.
Vond homoseks eerst plaats naar het voorbeeld van ongelijkwaardige prostitutie, nu verschoof het steeds meer naar het model van een huwelijk tussen gelijke partners. Dit houdt ook in dat beide desgewenst zowel de actieve of passieve rol kunnen vervullen, iets wat voor de "echte" heteroseksuele machoman, waar de homoman graag een kopie of clone van is, niet is weggelegd: die mag in Latinolanden dan nog wel een nicht (maricone) nemen, maar de passieve rol is voor hem taboe.